# 養老郵便局
養老郵便局（ようろうゆうびんきょく）
- 岐阜県養老郡養老町にある郵便局。本記事にて記述する。

養老簡易郵便局（ようろうかんいゆうびんきょく）
- 高知県土佐清水市にある簡易郵便局。局番号は64717。

養老郵便局（ようろうゆうびんきょく）は、岐阜県養老郡養老町にある郵便局。民営化前の分類では集配普通郵便局であった。

## 概要
住所：〒503-1399 岐阜県養老郡養老町高田421-3
民営化直前の集配業務再編において、多くの集配普通郵便局は統括センターとなったが、当局は配達センターとされたため、民営化後も郵便事業株式会社の支店は併設されず、集配センターが併設された。

## 沿革
- 1872年（明治5年）旧3月 - 高田郵便取扱所として開設[1]。
- 1875年（明治8年）1月1日 - 高田郵便局（五等）となる。
- 1877年（明治10年）12月1日 - 島田ノ内高田郵便局に改称。
- 1881年（明治14年） - 為替・貯金取扱を開始。
- 1886年（明治19年）6月1日 - 島田村高田郵便局に改称。
- 1888年（明治21年）9月21日 - 高田郵便局に改称。
- 1895年（明治28年）3月26日 - 高田郵便電信局となる。
- 1903年（明治36年）4月1日 - 通信官署官制の施行に伴い高田郵便局となる。
- 1957年（昭和32年）7月1日 - 養老郵便局に改称。それまでの養老郵便局は同日、養老公園口郵便局に改称[2]。また同日、旧・養老郵便局で取扱っていた電話交換事務を当局に移管。
- 1959年（昭和34年）3月 - 局舎落成。
- 1967年（昭和42年）10月28日 - 電話交換および和文電報配達業務を養老電報電話局に移管。
- 1998年（平成10年）2月2日 - 笠郷郵便局の集配業務の一部[3]および養老公園口郵便局の集配業務を当局に移管。
- 1998年（平成10年）9月1日 - 特定郵便局から普通郵便局に局種別改定。
- 2000年（平成12年）8月14日 - 外国通貨の両替および旅行小切手の売買に関する業務取扱を開始。
- 2007年（平成19年）10月1日 - 民営化に伴い、併設された郵便事業大垣支店養老集配センターに一部業務を移管。
- 2012年（平成24年）10月1日 - 日本郵便株式会社発足に伴い、郵便事業大垣支店養老集配センターを養老郵便局に統合。

## 取扱内容
- 郵便、印紙、ゆうパック、内容証明
- 貯金、為替、振替、振込、国際送金、国債、投資信託
- 生命保険、バイク自賠責保険、自動車保険
- ゆうちょ銀行ATM
- 養老郡養老町内の集配業務

## 周辺
- 養老町役場
- 養老町消防本部
- 牧田川

## アクセス
- 養老鉄道養老線 美濃高田駅から西へ300m（徒歩約7分）
- 名阪近鉄バス 養老町役場停留所下車、南へ150m
- 名神高速道路 大垣ICから西へ約6km、関ヶ原ICから南東へ約10km
- 岐阜県道96号大垣養老公園線沿い
- 駐車場あり：11台